# Миннесота-Сити
Миннесота-Сити (англ. Minnesota City) — город в округе Уинона, штат Миннесота, США. На площади 0,7 км² (0,7 км² — суша, водоёмов нет), согласно переписи 2002 года, проживают 235 человек. Плотность населения составляет 352,1 чел./км².
- Телефонный код города — 507
- Почтовый индекс — 55959
- FIPS-код города — 27-43144[1]
- GNIS-идентификатор — 0647934[2]